# Davida (planetoïde)
(511) Davida is een grote planetoïde in het buitenste deel van de planetoïdengordel tussen de banen van de planeten Mars en Jupiter. Davida heeft een onregelmatige vorm met een gemiddelde diameter van ongeveer 290 km. Ze voltooit in 5,64 jaar een omloop rond de Zon. Haar baan is ellipsvormig. De minimale afstand tot de zon is tijdens een omloop 2,580 AE, de maximale 3,754 AE.

## Ontdekking en naam
Davida werd op 30 mei 1903 ontdekt door de Amerikaanse sterrenkundige Raymond Smith Dugan. Dugan ontdekte in totaal 16 planetoïden.
Davida is genoemd naar de Amerikaanse sterrenkundige David Peck Todd.

## Eigenschappen
Davida is een C-type planetoïde, wat betekent dat ze een relatief donker oppervlak heeft dat veel organische verbindingen bevat. De planetoïde draait in iets meer dan 5 uur om haar eigen as. Ze heeft waarschijnlijk iets meer massa dan (704) Interamnia, een andere grote planetoïde van het C-type.
Davida is een van de weinige planetoïden waarbij de vorm bepaald is door directe waarnemingen vanaf de aarde. Tussen 2002 en 2007 werd de vorm van de planetoïde door middel van adaptieve optiek bepaald vanuit het Keck-observatorium in Hawaï. Uit de waarnemingen blijkt ook dat op het oppervlak van de planetoïde een 150 km grote depressie voorkomt. Waarschijnlijk is dit een enorme krater, vergelijkbaar met de krater op het oppervlak van planetoïde (253) Mathilde.